# Arctosa tbilisiensis
Arctosa tbilisiensis là một loài nhện trong họ Lycosidae.
Loài này thuộc chi Arctosa. Arctosa tbilisiensis được Mcheidze miêu tả năm 1946.